# Agrimonia
Agrimonia L., 1753 è un genere di piante erbacee perenni appartenenti alla famiglia delle Rosacee.

## Descrizione
L'altezza varia da 0,5 fino anche a 2 metri, con foglie composte pennate a bordo seghettato e fiori gialli disposti a spiga.

## Ecologia
Alcune specie di Agrimonia sono piante nutrici di diverse larve di lepidotteri.

## Tassonomia
Il genere comprende le seguenti specie:
- Agrimonia aitchisonii Schönb.-Tem.
- Agrimonia bracteata E.Mey. ex C.A.Mey.
- Agrimonia coreana Nakai
- Agrimonia eupatoria L.
- Agrimonia gorovoii Rumjantsev
- Agrimonia granulosa Juz.
- Agrimonia gryposepala Wallr.
- Agrimonia hirsuta Bong. ex C.A.Mey.
- Agrimonia incisa Torr. & A.Gray
- Agrimonia microcarpa Wallr.
- Agrimonia nipponica Koidz.
- Agrimonia × nipponopilosa Murata
- Agrimonia parviflora Aiton
- Agrimonia pilosa Ledeb.
- Agrimonia pringlei Rydb.
- Agrimonia procera Wallr.
- Agrimonia pubescens Wallr.
- Agrimonia repens L.
- Agrimonia rostellata Wallr.
- Agrimonia striata Michx.
- Agrimonia villosa Cham. & Schltdl.
- Agrimonia × wirtgenii Asch. & Graebn.
- Agrimonia zeylanica Moon ex Hook.f.

## Usi
Le piante appartenenti a questo genere hanno diverse proprietà medicinali sfruttate fin dall'antichità. Nel linguaggio dei fiori ha il significato di gratitudine. La specie utilizzata in erboristeria è Agrimonia eupatoria.

## Curiosità
- Nella serie televisiva Salem questa pianta è utilizzata ― in forma di lozione ― nel corso di diversi riti magici.